# Stazione di Leeuwarden
La stazione di Leeuwarden è la principale stazione ferroviaria di Leeuwarden, Paesi Bassi.